# Bruno Machens
Bruno Machens (* 25. Juli 1895 in Königsberg; † 20. November 1976) war ein deutscher Vizeadmiral der Kriegsmarine.

## Leben
Bruno Machens trat am 1. April 1914 in die Kaiserliche Marine ein. Bis Februar 1915 war er zur Ausbildung in der Marine-Luftschiff-Abteilung. Als Fähnrich zur See diente er auf der Mecklenburg, wurde dann Ende 1915 bis Mitte 1916 zu Ausbildungskursen abkommandiert. Zum 13. Juli 1916 wurde er Leutnant zur See. Bis Kriegsende war er als Wachoffizier erst auf dem Torpedoboot G 40 und dann auf V 129.
Nach dem Krieg wurde er in die Reichsmarine übernommen und wurde hier am 28. September 1920 Oberleutnant zur See. Am 1. April 1926 wurde er Kapitänleutnant und war in diesem Dienstgrad 1931 Navigationsoffizier auf der Karlsruhe.
In der Kriegsmarine war er 1936 als Korvettenkapitän (Beförderung am 1. Juli 1933) Erster Offizier auf der Nürnberg.
Von September 1937 bis März 1940 war er 1. Admiralstabsoffizier im Stab der Marinestation der Nordsee, kam dann in gleicher Funktion bis Juni 1940 zum Admiral Norwegen. Als Kapitän zur See war er von Juni 1940 bis Mai 1942 Chef des Stabes beim Kommandierender Admiral Norwegen. Er wurde bis September 1942 Ständiger Vertreter des Chefs des Quartiermeisteramtes. Anschließend war er, ab 1. September 1942 Konteradmiral, als Nachfolger von Theodor Krancke Chef des Quartiermeisteramtes, später des Admiralquartiermeisters, der Seekriegsleitung (Skl/AdmQu) des Oberkommandos der Marine und blieb dies bis Dezember 1944. Von Oktober 1942 bis Januar 1943 war er zusätzlich noch Chef der Kommandoamtsgruppe im Quartiermeisteramt. Am 1. Dezember 1944 wurde er zum Vizeadmiral befördert. Von Januar 1945 bis zur Auflösung der Dienststelle nach der deutschen Kapitulation im Mai 1945 war er Kommandierender Admiral der norwegischen Polarküste. Am 9. Oktober 1947 wurde er aus der Kriegsgefangenschaft entlassen.